# Descendance de Gengis Khan

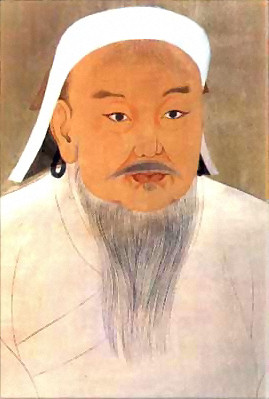
Gengis Khan.

La descendance de Gengis Khan, issue de ses quatre fils et de ses autres descendants immédiats, se retrouve principalement en Asie centrale. Comme il s'agit d'une descendance prestigieuse, certains leaders asiatiques prétendirent être des descendants des Bordjiguines, même si les preuves restaient minces. Au XIVe siècle les sources fiables (très dépendantes de Rashid al-Din et d'autres historiens arabes), disparaissent.
Avec la popularité récente des tests génétiques (ADN) , un plus grand nombre de personnes commence à prétendre avoir des liens de sang avec Gengis Khan.[réf. nécessaire]

## Les enfants de Gengis Khan

### Liste des enfants
De son mariage avec son épouse principale Börte, sont nés :
Fils
- Djötchi (1182-1227), dont la paternité est problématique et dont sont issus les khans de la Horde d'or, les Chaybanides, les Astrakhanides ;
- Djaghataï (1184-1241), dont sont issus les Djaghataïdes du khanat de Djaghataï ;
- Ögedeï (1186-1241) ;
- Tolui (1190-1232), dont sont issus les empereurs de la dynastie Yuan en Chine et les Houlagides en Perse (Ilkhanat de Perse) ;

Filles
- Khojen Beki, née en 1185 ; fiancée en 1202 à Tusakha, fils de Senggum, fils d’Ong Khan, chef Kerait ; mariée avant 1206 avec Botu, fils de Nekün, Ikire ;
- Alaqai Beki, née vers 1187-1190,  mariée : 
  - 1° en 1207 avec Alaqush Digit Quri, chef des Ongüt, mort en 1211,
  - 2° en 1211 avec Jingue, neveu de Alaqush Digit Quri, mort en 1221,
  - 3° avec Boyaohe, fils d'Alaqush Digit Quri ;
- Témulün, née en 1192 ; mariée avant 1206 avec Chigu, fils d’Anchen, fils de Dei Sechen, chef des Onggirat ;
- Altalun, (1193-après 1227) ; mariée : 
  - 1° avant 1206 avec Olar, chef Olqunu’ut,
  - 2° avec Taichu, fils d’Olar, chef des Olqunu’ut,
  - 3° après 1227 (fiancée 1209) Barshuq Art Tegin, chef des Uighurs ;
- Checheyigen, née en 1194; mariée en 1207 avec Törölchi, fils de Quduka beki, chef des Oirat.

### Le problème de la filiation de Djötchi
La première difficulté qu'on rencontre en essayant de trouver les descendants de Gengis Khan est l'origine de Djötchi, le fils aîné, qui eut beaucoup plus de descendants que tous les autres fils réunis.
Le nom « Djötchi » peut se traduire « invité imprévu ». L'Histoire secrète des Mongols raconte que le garçon fut envoyé à Genghis par Tchilger, qui avait kidnappé et violé sa femme préférée, l'ayant maintenue en captivité environ un an.
Selon cet ouvrage, les frères de Djötchi émettaient des doutes sur ses origines, mais il a été reconnu comme son fils par Gengis Khan lui-même. Dans un passage, Djaghatai appelle Djötchi un bâtard, quoique la signification du terme mongol ne soit pas claire[réf. nécessaire]. Gengis Khan lui répond « Comment oses-tu parler de Djötchi comme ça ? N'est-il pas l'aîné de mes héritiers ? J'espère ne jamais plus entendre de si vils mots ! ». On trouve à trois reprises la phrase « Djötchi est mon fils aîné » dans la bouche de Gengis Khan.
Les historiens d'aujourd'hui pensent que les doutes sur la paternité de Djötchi sont à l'origine de son éloignement par son père et du fait que ses descendants ne sont pas montés sur le trône impérial. Mais la faillite de la succession de Djötchi pourrait s'expliquer par sa mort prématurée, qui peut avoir favorisé la mise à l'écart de sa progéniture, dont le principal représentant est Batu, conquérant des steppes russes de 1237 à 1240.

### De nombreux mariages endogames
Un autre facteur à prendre en compte est le fait que les descendants de Gengis Khan firent souvent des mariages consanguins. Par exemple, les descendants de Djötchi prirent comme femme des membres de la dynastie houlagide de Perse, qui est issue d'Houlagou Khan, petit-fils de Gengis. Ainsi, il est probable que beaucoup des descendants de Djötchi aient d'autres fils de Gengis Khan parmi leurs ancêtres.

## Les divers descendants possibles

### Par les dynasties asiatiques
Parmi les dynasties puisant leurs origines de Gengis Khan on trouve la dynastie Yuan de Chine, les Houlagides de Perse, les Djöchides de la Horde d'or, les Chaybanides de Sibérie et les Astrakhanides d'Asie centrale. L'ascendance gengiskanide est généralement cruciale dans la politique tatare. Par exemple, Mamaï dut régner à travers une série de khans fantoches parce qu'il n'était pas lui-même un gengiskanide.
Tamerlan, le fondateur de la dynastie timouride, prétendit être descendant de Gengis Khan. Quoiqu'il n'y ait aucune source claire sur ses ancêtres, il s'associa à la famille de Djaghataï par mariage. Il ne prit jamais le titre de khan mais employa deux membres du clan de Djaghataï comme chefs d'état officiels. La famille royale moghole d'Inde descend de Tamerlan par Bâbur et de Genghis Khan par la mère de Bâbur. Plus tard on trouve parmi les leaders tatars d'origine gengiskanide les khans de Kazan, Qasim (notamment un tsar, Simeon Bekboulatovitch), et la dynastie Giray, qui régna sur le Khanat de Crimée jusqu'en 1783.
Au fur et à mesure que l'empire russe annexait des états turcs, leurs chefs gengiskanides entraient souvent au service de la Russie. Les descendants de Koutchoum, par exemple, devinrent les tsarévitchs de Sibérie. Les descendants d'Ablaï prirent en Russie le nom Valikhanov, et les fils de Kalmyk devinrent les princes Dondoukov. Toutes ces familles revendiquèrent une lignée gengiskanide. La seule famille survivante est la maison de Giray, dont des membres quittèrent l'Union soviétique pour les États-Unis et le Royaume-Uni ; ils sont les seuls à avoir encore aujourd'hui un lien généalogique direct quasi-certain avec Gengis Khan.

### Par lanoblesse russe
Après l'invasion mongole de la Russie les chefs Riourikides des principautés russes et la dynastie Bagratide de Géorgie étaient impatients d'obtenir des avantages politiques pour eux et leurs pays en se mariant avec des gengiskanides. Alexandre Nevski fut adopté par Batu et déclaré son fils. Le petit-fils d'Alexandre, Iouri III Moskovski, se maria avec une sœur d'Özbeg.
Des princes mineurs d'origine gengiskanide s'installèrent eux aussi en Russie. Par exemple, le neveu de Berké adopta le prénom Pierre et fonda le monastère Saint-Pierre de Rostov, où ses descendants seront longtemps d'importants boyards.
La descendance de trois mariages entre Russes et Mongols peut se tracer jusqu'à nos jours. Le plus célèbre est celui de Saint Féodor le Noir, plus tard saint patron de Iaroslavl, avec une fille du khan Mengü Temür. Les relations de Féodor avec le khan furent idylliques : il passa plus de temps avec la Horde (où on lui donna de grandes possessions) que dans sa propre capitale. Les descendants mâles du mariage de Féodor avec la princesse tatare incluent tous les chefs postérieurs de Iaroslavl et deux douzaines de familles princières (dont les Chakhovskoï, les Lvov, les Prozorovskiy, entre autres) qui passèrent les gènes gengiskanides à d'autres familles aristocratiques de Russie.
Le prince Gleb de Béloozéro, un petit-fils de Constantin Vladimirski, est un autre prince rourikide qui influença beaucoup la cour mongole. Gleb se maria à l'unique fille du khan Sartaq ; de cette union est née la maison de Belozersk, dont les membres les plus célèbres sont les princes Dimitri Oukhtomskiy et les Beloselskiy-Belozerskiy.
Plus problématique est l'union de Narimont, le second fils de Gediminas de Lituanie, avec la fille de Tokhta. La source la plus ancienne qui parle de ce mariage est la « généalogie jagellonienne », compilée au XVIIIe siècle par Johannes Werner à partir des « chroniques ruthéniennes ». Quoique le mariage ne soit pas impossible (Narimont ayant passé plusieurs années dans la Horde), il n'y aucune autre source qui mentionne sa femme. Cette affirmation est particulièrement intéressante parce que les familles princières Galitzine, Khovanskiy et Kourakine sont des descendants de Narimont.

### Par la noblesse européenne
Les origines gengiskanides des tsars ou rois de Russie et de Géorgie ne peuvent pas se confirmer à l'aide des quelques documents fragmentaires existants. La possibilité d'une telle lignée pour les familles royales d'Europe occidentale est encore moins réaliste. Néanmoins, des généalogistes occidentaux essaient de trouver un lien entre Gengis Khan et Élisabeth II.
La théorie la plus courante est celle de la famille des Basarabi de Valachie, au sud de la Roumanie. Le premier ancêtre sûr des princes Basarabi est un boyard, Thocomerius de Valachie. Il y a plusieurs théories concernant ses origines. Certains généalogistes identifient Thocomerius avec un boyard bulgare, Tikhomir (des mots slaves pour « calme », « paisible », тихий) ; une autre théorie prétend que son vrai nom est Toq-Timur et qu'il est le petit-fils de Batu, le fils de Djötchi.
Plusieurs descendants des Basarabi s'installent en Hongrie. Il a été démontré, de manière convaincante, que la comtesse Claudine de Rhédey est une descendante des Basarabi. Ceci voudrait dire que Mary de Teck et ses descendants, dont Élisabeth II, sont issues de la lignée Thocomerius-Tikhomir-Toq-Timur.

### Par la dynastie Qing chinoise
Pendant les premières années de la dynastie Qing, le clan mandchou Aisin Gioro avait une tradition de mariages diplomatiques entre eux et les Mongols pour avoir leur soutien. Les nobles Qing faisaient ainsi des dames mongoles des impératrices et des concubines importantes. Comme les Khortchin étaient la famille la plus forte, les Mandchous avaient hâte de faire des alliances avec les Bordjiguines. Ces mariages sont à l'origine de deux impératrices et trois impératrices douairières de la dynastie Qing ; Xiaozhuang devint ainsi grande impératrice douairière. Il n'est donc pas surprenant que, de Nurhachi à Shunzhi, toutes les impératrices et concubines importantes furent d'origine mongole.
Xiao Duan Wen devient impératrice en 1636 ; mariée à Huang Taiji, elle est la fille du prince Manjusri. Elle est vue comme une impératrice bienveillante et la plus vertueuse de toutes. On la nomme « Impératrice maternelle impératrice douairière » (sheng mu huang tai hou) en 1643, l'année de la mort de son mari l'empereur. Elle meurt en 1649.
L'impératrice douairière Xiaozhuang est traditionnellement vue comme la mère de la dynastie Qing. Elle est la concubine de Huang Taiji, fille du prince Jaisang et nièce de l'impératrice Xiao Duan Wen. On la nomme « Mère impératrice douairière illuminée » (sheng mu huang tai hou) en 1643 après la mort de l'empereur Huang Taiji. Elle est morte en 1688, ayant aidé l'empereur Shunzhi à s'occuper du pays jusqu'à sa mort, et ayant ensuite aidé Kangxi pendant 25 ans de son règne. Excellente politicienne, elle n'aimait pas intervenir en politique, au contraire de la célèbre impératrice douairière Cixi, mais elle le faisait lorsqu'elle le jugeait nécessaire.

## Points particuliers

### Preuves ADN de descendance patrilinéaire
Tatiana Zerjal et d'autres chercheurs déclarent en 2003, avoir identifié une lignée de chromosome Y sur environ 8 % des hommes d'une grande partie de l'Asie (soit environ 0,5 % du total mondial des hommes). L'étude suggère que la forme des variations génétiques trouve son origine il y a 1 000 ans en Mongolie. Une expansion aussi rapide n'a pas pu se faire par simple dérive génétique mais par sélection naturelle. Les auteurs proposent que cette lignée est portée par des descendants de Gengis Khan et qu'elle s'est répandue par sélection sociale.
Selon cet ADN, Gengis Khan ferait partie du haplogroupe C3.

### Humour
Dans le roman Le Guide du voyageur galactique de Douglas Adams (1978), le personnage de Mr. Prosser est, sans le savoir, un descendant patrilinéaire direct de Gengis Khan. Ceci se manifeste par une prédilection pour des petits chapeaux en fourrure, l'envie d'avoir des haches en décoration au-dessus de sa porte principale, et occasionnellement des visions de hordes de Mongols.